# Avenida Sucre (Lima)
La avenida Antonio José de Sucre es una avenida de la ciudad de Lima, capital del Perú. Se extiende de norte a sur en los distritos de Pueblo Libre y Magdalena del Mar a lo largo de 27 cuadras.

## Recorrido
Sigue el trazo de la avenida José de San Martín en el distrito de Pueblo Libre. Desemboca en una salida hacia el circuito de playas de la Costa Verde.